# Josep Maria Dacosta i Oliveras
Josep Maria Dacosta i Oliveras (Figueres, 1962). Biòleg, naturalista i divulgador de la natura i la cultura de l'Empordà. Tot i que no s'hi dedica professionalment, les seves fotografies han sigut publicades a diversos llibres i mitjans de comunicació.
Llicenciat en Biologia per la Universitat Autònoma de Barcelona (1986), ha impartit classes d'ensenyament secundari i formació d'universitaris i de professorat en temes ambientals. Treballa al Departament d'Agricultura de la Generalitat de Catalunya (des del 1993) en la protecció d'espais naturals i en tasques d'educació ambiental. És col·laborador de diferents publicacions d'àmbit local i provincial com el Setmanari de l'Alt Empordà, Hora Nova, Annals de l'Institut d'Estudis Empordanesos i Revista de Girona. Com a naturalista ha publicat articles especialitzats en el medi marí, destacant Seguiment de mol·luscs opistobranquis a la platja des Caials (Cadaqués, Alt Empordà). Contribució al catàleg del Parc Natural de Cap de Creus (2009).

## Premis i reconeixements
- Premi VII Experiències Pedagògiques Alt Empordà de l'Ajuntament de Figueres per L'Aprenent de geòleg el 1989.[3]

## Obra
- Arbres Monumentals de l'Alt Empordà (Figueres, 1988)
- Fonts de l'Alt Empordà (Figueres, 1989)[4]
- L'Aprenent de geòleg (Figueres, 1991)
- Balenes i dofins a la Costa Brava (Figueres, 1992) amb col·laboració amb Pere Pagès
- Tramuntana (Girona, 1995) amb col·laboració amb Xavier Febrés
- Roses, l'elecció natural (Barcelona, 1998)
- Guia del Cap de Creus (Menorca, 2003) amb col·laboració amb Arnald Plujà
- Vèrtexs i miradors (Girona, Diputació de Girona, Obra Social “La Caixa”, 2010)[5]
- Natura litoral (Girona, Diputació de Girona, Obra Social “La Caixa”, 2014)[6]
- Figueres, possiblement la ciutat + (Figueres, 2014) amb col·laboració amb Joan Manuel Soldevilla
- La maleta de Figueres (Figueres, 2015) amb col·laboració amb Joan Manuel Soldevilla